# Jean-Frédéric-Auguste Lemière de Corvey
Jean-Frédéric-Auguste Lemière de Corvey, (de vegades escrit Le Mière, Le Mierre o Lemierre) de Corvey (Rennes (Bretanya), 3 d'agost, 1771 - París, 24 d'abril, 1832), va ser un compositor, militar, escriptor i dramaturg francès.

## Biografia
Jean-Frédéric-Auguste, va rebre una educació musical a l'escola coral de la catedral de la seva ciutat natal, i va començar a compondre diverses obres de ben jove, sense cap formació acadèmica real, entre les quals una òpera, Constance, que es va representar a Rennes el 1790.
Va rebre una educació musical a l'escola coral de la catedral de la seva ciutat natal, i va començar a compondre diverses obres de ben jove, sense cap formació acadèmica real, entre les quals una òpera, Constance, que es va representar a Rennes el 1790.
Voluntari en un batalló militar republicà a la Vendée, es va distingir, va ser nomenat segon tinent i va tornar a París el 1792[3]. A la capital, va estudiar harmonia amb Berton i va compondre diverses òperes còmiques mentre seguia una carrera militar.
Tot i que l'any 1792 la seva òpera en un acte Les Chevaliers errants, representada al teatre Montansier, va ser poc remarcada, la seva música l'any següent d'un article al "Journal du soir" sobre la citació feta al general Custine per rendir Mainz li va portar, però, reconeixement i èxit.
Posteriorment, Lemière de Corvey va ser ajudant de camp del general Thiébault, va fer representar diverses obres a l'escenari, va participar en diverses campanyes per la República i després el Primer Imperi, i va ser nomenat cavaller a l'ordre de la Legió d'Honor.
El 1814 es va retirar amb el grau de tinent coronel. Tornant a París el 1817 per dedicar-se al teatre, les seves obres van aconseguir poc èxit i es va veure obligat a complementar la seva pensió militar corregint proves musicals.
Va morir de còlera a París, en relativa pobresa, el 24 d'abril de 1832.

## Obres
Oficial sota la República i el Primer Imperi, escriptor militar, a més de vint-i-tres òperes i òperes còmiques, també va escriure música d'òpera i composicions per a piano i arpa, així com l'adaptació per a l'escenari francès de dues òperes de Rossini (La Dame du lac i Tancrède, per a l'Odéon).

## Obra

### Per a l'escena
- 1790: Constance, un acte, Rennes
- 1792: The Knights Errant, un acte, Teatre de Montansier (20 de març de 1792)
- 1793: Crispin rival, un acte,  Theater Montansier,
- 1793: Le poëme volé, un acte théâtre Montansier
- 1794: La reconquesta de Toulon pels francesos, fet històric, un acte, Teatre Favart (21 de gener de 1974)
- 1794: Andros i Almona, o el francès a Bassora, comèdia en tres actes, barrejada amb Alexandre Duval, Louis-Benoît Picard, Teatre Nacional de l'Opéra-Comique, 16 Pluviôse, any 2 (5 de febrer de 1794); Considerat la seva obra més reeixida.[3][7]
- 1794: Le Congrès des rois,, en col·laboració amb diversos compositors (26 de febrer de 1794)
- 1795: Les Suspects 'Babouc', a Quatre Actes, Feydeau Theatre
- 1795: The Blonde and the Brunette, Un Acte, Louvois Theatre
- 1796: La moitié du chemin, Tres Actes, Louvois Theatre
- 1797: La paix et l’amour, un acte, Lille (5 de desembre de 1797)
- 1798: Les Deux Orphelines Molière Theatre (París) (26 de maig de 1798)
- 1798: Les deux Crispins o encore des Deux Jumeaux, Òpera Bufa en un acte i en prosa, teatre Molière (16 de juny de 1798)
- 1808: Henri et félicie, òpera còmica en tres actes, a les províncies
- 1819: Les Rivaux de village ou la Cruche cassée, Òpera còmica en un acte, teatre Opéra-Comique (Feydeau), 24 de desembre
- 1825: La Dame du lac, Opera Heroic en 4 actes, amb Jean-Baptiste-Rose-Bonaventure Violet d'Epagny i Auguste Rousseau, música de Gioachino Rossini, Théâtre de l'Odéon, 31 d'octubre.
- Tancrède, de Rossini, Odéon Theatre
- 1828: Les Rencontres, tres actes, Opéra-Comique (Feydeau), 11 de juny.

Altres composicions

- 1792: La Révolution du 10 aoust 1792. Pot-pourri national,, per a piano
- 1821: La Porte-Feuille du Troubadour, una col·lecció de romanços
- Una simfonia militar, La Bataille de Jéna gagnée sur les Prussiens, tres obres de sonata per a piano i violí, una sonata per a piano a quatre mans, sonates per a piano sol, set medleys de piano, una vintena d'obres de petites peces de diversos gèneres, diversos quaderns de danses country, un trio per a arpa, trompa i fagot, duets per a arpa i piano, recull de romanços amb acompanyament de piano.[3]

Història militar

- 1802 : Mon histoire ou la tienne: avec des notes historiques, amb Hyacinthe Dorvo
- 1823 : Des partisans et des corps irréguliers, contribució important a la teoria de la guerrilla[8]
- 1823 : Mémoires militaires du baron Seruzier, coronel d'artilleria
- 1828 : Dieu, le Roi et l'Amour